# Německo na Letních olympijských hrách 1912
Německo na Letních olympijských hrách v roce 1912 ve švédském Stockholmu reprezentovala výprava 185 sportovců (180 mužů a 5 žen) ve 14 sportech.

## Medailisté
| Medaile | Jméno | Sport             | Soutěž                              |
| ------- | --- | ----------------- | ----------------------------------- |
| Zlato   | Paul Günther | Skoky do vody     | Muži prkno 3 m                      |
| Zlato   | Albert Arnheiter Hermann Wilker Otto Fickeisen Rudolf Fickeisen Karl Leister                                                | Veslování         | Muži čtyřka s kormidelníkem         |
| Zlato   | Walter Bathe | Plavání           | Muži 200 m prsa                     |
| Zlato   | Walter Bathe | Plavání           | Muži 400 m prsa                     |
| Zlato   | Dorothea Köring Heinrich Schomburgk                                                                                         | Tenis             | Smíšená čtyřhra                     |
| Stříbro | Hans Braun | Atletika          | Muži běh na 400 m                   |
| Stříbro | Hans Liesche | Atletika          | Muži skok vysoký                    |
| Stříbro | Albert Zürner | Skoky do vody     | Muži věž 10 m                       |
| Stříbro | Hans Luber | Skoky do vody     | Muži prkno 3 m                      |
| Stříbro | Friedrich von Rochow | Jezdectví         | Jezdecká všestrannost - jednotlivci |
| Stříbro | Friedrich von Rochow Richard Graf von Schaesberg-Tannheim Eduard von Lütcken Carl von Moers                                 | Jezdectví         | Jezdecká všestrannost - družstvo    |
| Stříbro | Rabod von Kröcher | Jezdectví         | Parkurové skákání - jednotlivci     |
| Stříbro | Alfred Goeldel | Sportovní střelba | Muži trap                           |
| Stříbro | Otto Fahr | Plavání           | Muži 100 m znak                     |
| Stříbro | Wilhelm Lützow | Plavání           | Muži 200 m prsa                     |
| Stříbro | Wally Dressel Louise Otto Hermine Stindt Grete Rosenberg                                                                    | Plavání           | Ženy štafeta 4 × 100 m volný způsob |
| Stříbro | Dorothea Köring | Tenis             | Ženy dvouhra                        |
| Stříbro | Georg Gerstäcker | Zápas             | muži, řecko-římský v pérové váze    |
| Bronz   | Kurt Behrens | Skoky do vody     | Muži prkno 3 m                      |
| Bronz   | Sigismund Freyer Wilhelm von Hohenau Ernst Deloch Prince Friedrich Karl of Prussia                                          | Jezdectví         | Parkurové skákání - družstvo        |
| Bronz   | Otto Liebing Max Bröske Fritz Bartholomae Willi Bartholomae Werner Dehn Rudolf Reichelt Hans Matthiae Kurt Runge Max Vetter | Veslování         | Muži osmiveslice                    |
| Bronz   | Erich Graf von Bernstorff Franz von Zedlitz und Leipe Horst Goeldel Albert Preuß Erland Koch Alfred Goeldel                 | Sportovní střelba | Družstvo mužů trap                  |
| Bronz   | Paul Kellner | Plavání           | Muži 100 m znak                     |
| Bronz   | Paul Malisch | Plavání           | Muži 200 m prsa                     |
| Bronz   | Oscar Kreuzer | Tenis             | Muži dvouhra                        |